# Электрон (футбольный клуб, Ромны)
«Электрон» (укр. Електрон) — украинский футбольный клуб из города Ромны (Сумская область). Выступал во Второй лиге Украины (1997—2004).

## История
Команда основана в 1961 году на базе завода АТС. Первым тренером стал Виктор Карпович Гречаный. В 1964 году команда впервые стала чемпионом Сумской области. На протяжении более двадцати лет команда выступала в областном первенстве. Под руководством Александра Квашы команда становилась призёром чемпионата области и получила право выступать в первенстве Украины среди коллективов физкультуры.
В 1992 году «Электрон» начал выступать в Переходной лиге Украины. В конце сезона 1993/94 команда снялась с розыгрыша турнира. После этого команда выступала в любительском чемпионате Украины. В сезоне 1996/97 команда стала победителем турнира и вышла во Вторую лигу Украины. Уже в первом сезоне во Второй лиге команде удалось войти в тройку лучших группы «В». В 1997 году «Электрон» стал обладателем Суперкубка имени Михаила Фоменко. В сезоне 2002/03 команда дошла до 1/8 финала Кубка Украины, где уступила донецкому «Шахтёру» (0:4).
В конце сезона 2003/04 клуб снялся с розыгрыша Второй лиги Украины и прекратил своё существование. Все футболисты команды получили статус «свободных агентов» без компенсации.
Накануне старта розыгрыша Второй лиги Украины 2015/16 «Электрон» был одним из претендентов на участие в турнире.

## Главные тренеры
- Кваша Александр Дмитриевич (1992—2004)

## Статистика
| Сезон   | Дивизион                | Место в чемпионате | И  | В  | Н  | П  | ГЗ | ГП | О  | Кубок Украины | Примечание |
| ------- | ----------------------- | ------------------ | -- | -- | -- | -- | -- | -- | -- | ------------- | ---------- |
| 1992    | Переходная лига Украины | 7 из 9             | 16 | 5  | 2  | 9  | 22 | 29 | 12 |               |            |
| 1992/93 | Переходная лига Украины | 9 из 18            | 34 | 12 | 10 | 12 | 37 | 36 | 34 |               |            |
| 1993/94 | Переходная лига Украины | 17 из 18           | 34 | 6  | 1  | 27 | 18 | 26 | 13 |               |            |
| 1997/98 | Вторая лига Украины     | 3 из 17            | 30 | 17 | 7  | 6  | 53 | 36 | 58 | 1/128 финала  |            |
| 1998/99 | Вторая лига Украины     | 6 из 14            | 26 | 14 | 5  | 7  | 22 | 23 | 47 | 1/64 финала   |            |
| 1999/00 | Вторая лига Украины     | 5 из 14            | 26 | 12 | 9  | 5  | 28 | 19 | 45 |               |            |
| 2000/01 | Вторая лига Украины     | 6 из 16            | 30 | 13 | 8  | 9  | 33 | 31 | 47 |               |            |
| 2001/02 | Вторая лига Украины     | 8 из 18            | 34 | 16 | 6  | 12 | 49 | 46 | 54 | Третий этап   |            |
| 2002/03 | Вторая лига Украины     | 13 из 15           | 28 | 7  | 2  | 19 | 17 | 41 | 23 | 1/8 финала    |            |
| 2003/04 | Вторая лига Украины     | 15 из 16           | 30 | 5  | 1  | 24 | 13 | 41 | 16 | 1/32 финала   |            |